# Kathleen Harriman Mortimer

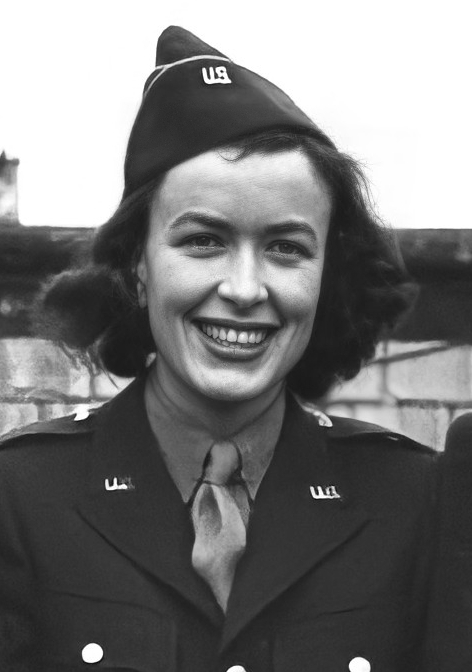
Kathleen Harriman Mortimer

Kathleen Harriman Mortimer (* 7. Dezember 1917 in Arden, New York; † 17. Februar 2011 ebenda) war eine amerikanische Multimillionärin, die als Tochter des Unternehmers, Diplomaten und Politikers W. Averell Harriman und später als Gesellschaftsdame Gegenstand der Presseberichterstattung war. Ihr Bericht über eine Reise nach Katyn im Januar 1944 bestärkte US-Präsident Franklin D. Roosevelt in seiner Überzeugung, dass das Massaker von Katyn von den deutschen Besatzern begangen worden sei.

## Leben

### Kindheit und Jugend
Kathleen Harriman war die zweite Tochter W. Averell Harrimans, eines der Erben der Eisenbahngesellschaft Union Pacific Railroad, und seiner ersten Ehefrau Kitty Lanier Lawrance. Sie wuchs in privilegierten Verhältnissen auf dem Landsitz der Familie in Arden auf.
Als Jugendliche nahm sie an Reit- und Skiwettbewerben teil. Als sie 17 Jahre alt war, ließen sich ihre Eltern scheiden. Nach dem frühen Tod der Mutter zog sie 1936 zu ihrem Vater. Sie besuchte das private Bennington College im Bundesstaat Vermont. 

### Zweiter Weltkrieg
1941 begleitete sie ihren Vater als direkt Roosevelt unterstellten Sonderbotschafter nach London. Sie wurde Untermieterin bei Pamela Digby Churchill, die spätere Schwiegertochter Winston Churchills sowie spätere Geliebte und dritte Ehefrau ihres Vaters. In London begann sie, für amerikanische Magazine, darunter Newsweek, Berichte über die Londoner Gesellschaft zu verfassen. 1943 zog sie mit ihrem Vater nach Moskau um, als dieser die Leitung der US-Botschaft übernahm. Sie übernahm dort gelegentlich Arbeiten für das Office of War Information (OWI). Im November 1943 gehörte sie zur US-Delegation auf der Konferenz von Teheran.
Sie war die offizielle Begleitung ihres Vaters auf diplomatischen Empfängen im Kreml und bei Einladungen von prominenten Sowjetbürgern. Die sowjetischen Zeitungen veröffentlichte regelmäßig Meldungen über sie, sie wurde daher im ganzen Land bekannt. Auch die US-Presse berichtete über sie. Der Alltag der Sowjetbürger blieb ihr allerdings unbekannt, in einem privaten Schreiben vertrat sie die Auffassung, das Leben in der Sowjetunion komme „dem Paradies nahe“.
Begleitet vom US-Diplomaten John Melby, der die Moskauer Vertretung des OWI leitete, nahm sie auf Einladung des sowjetischen Außenministeriums vom 28. bis 30. Januar 1944 an einer Reise westlicher Korrespondenten zu einer Pressekonferenz der Burdenko-Kommission, die auf Befehl Stalins Beweise für die deutsche Täterschaft beim Massaker von Katyn präsentieren sollte, im Wald von Katyn teil sowie an einer Präsentation der Exhumierungsarbeiten durch den leitenden Gerichtsmediziner der Kommission, Wiktor Prosorowski. In ihrem Bericht bezeichnete sie die sowjetische Version vom Tathergang als glaubwürdig. Sie überzeugte auch ihren Vater davon. Dieser sandte den Katyn-Bericht seiner Tochter, ergänzt durch ein persönliches Anschreiben, an Roosevelt, das State Department leitete ihn an die anderen mit Außenpolitik befassten Dienststellen weiter.
Im Januar 1945 gehörte sie auf der Konferenz von Jalta zur Begleitung der amerikanischen Präsidentengattin Eleanor Roosevelt. Als Vater und Tochter Harriman 1946 die Sowjetunion verließen, erhielten sie als Abschiedsgeschenk von Stalin zwei kostbare Turnierpferde.

### Gesellschaftsdame
Bereits 30 Jahre alt heiratete sie 1947 den Multimillionär Stanley Grafton Mortimer Jr., einen der Erben des Konzerns Standard Oil. Sie zog sich weitgehend aus der Öffentlichkeit zurück und engagierte sich, wie viele andere Frauen aus der reichen Ostküstengesellschaft, in Wohltätigkeitsorganisationen. 
1952 musste sie vor der Madden-Kommission, dem Sonderausschuss des US-Kongresses zum Massaker von Katyn, einräumen, dass ihr die Kompetenz gefehlt habe, die Präsentation der Burdenko-Kommission zu bewerten.
Die amerikanische Presse befasste sich erst wieder ausführlich mit ihr in der Berichterstattung über den Streit um das Erbe ihres 1986 verstorbenen Vaters. Dieser hatte in dritter Ehe ihre frühere Kommilitonin Pamela Digby Churchill geheiratet, die später unter ihrem Namen Pamela Harriman von Präsident Bill Clinton als US-Botschafterin nach Paris entsandt wurde. Tochter und Witwe Harriman entzweiten sich über diesen Streit, der 1995 mit einem Vergleich beigelegt wurde. 